# 에스타디 쿠무날 단도라라벨랴
에스타디 쿠무날 단도라라벨랴(카탈루냐어: Estadi Comunal d'Andorra la Vella)는 안도라의 수도인 안도라라벨랴에 위치한 축구 경기장이다. 수용 인원은 1,249명이며, 캄 데스포르츠 다이슈발과 함께 안도라 축구 리그의 1부 리그인 프리메라 디비지오와 2부 리그인 사고나 디비지오, 코파 쿤스티투시오, 수페르코파 안도라나 데 풋볼의 경기가 열리는 경기장이다. 육상 트랙도 설치되어 있다.

## 기록

### 2002년 FIFA 월드컵 유럽 지역 예선
| 날짜            | 팀 1   | 스코어 | 팀 2       | 라운드 |
| --------------- | ------ | ------ | ---------- | ------ |
| 2000년 9월 2일  | 안도라 | 2 - 3  | 키프로스   | 2조    |
| 2000년 10월 7일 | 안도라 | 1 - 2  | 에스토니아 | 2조    |